# Небойша Стефанович
Небойша Стефанович (серб. Nebojša Stefanović або Небојша Стефановић; нар. 2 жовтня 1972, Белград) — сербський політик і економіст.
Закінчив середню школу в Белграді, потім вивчав бізнес у Університеті Мегатренд, 2011 року отримав ступінь магістра у галузі економіки. Працював директором з маркетингу торгової компанії та був заступником директора іншої фінансової компанії.
Він належав до Сербської радикальної партії. У 2004-2008 він був членом столичної ради. У 2007 і 2008 обирався членом Народних зборів. 2008 року став одним із засновників Сербської прогресивної партії, був її віцеголовою, а також стояв на чолі столичних будівель SNS.
Після виборів 2012 року вступив на посаду голови Народних зборів, яку обіймав до 2014 року. 27 квітня 2014 він був призначений міністром внутрішніх справ в уряді Александара Вучича.